# همسران بسیار عاقل
همسران بسیار عاقل (انگلیسی: Too Wise Wives) یک فیلم درام صامت به کارگردانی لوئیس وبر است که در سال ۱۹۲۱ توسط پارامونت پیکچرز منتشر شد. نسخه‌ای از فیلم در کتابخانه کنگره نگهداری می‌شود. از بازیگران فیلم می‌توان به لوئیس کالهرن، کلیر وینزر و فیلیپس اسمالی اشاره کرد.